# Kościół św. Marcina w Grążawach
Kościół świętego Marcina w Grążawach – rzymskokatolicki kościół parafialny należący do parafii pod tym samym wezwaniem (dekanat Górzno diecezji toruńskiej).
Jest to świątynia wzniesiona w 1752 roku. Ufundowana została przez Antoniego Dębowskiego biskupa płockiego. W 1886 roku kościół został przebudowany – wówczas przedłużono nawę. Na przełomie XX i XXI wieku świątynia była restaurowana.
Budowla jest drewniana, jednonawowa, wybudowana została w konstrukcji zrębowej. Kościół jest salowy, jego prezbiterium nie jest wydzielone z nawy, zamknięte jest trójbocznie, z boku jest umieszczona zakrystia. Od frontu nawy znajduje się kruchta z wejściem osłoniętym dwuspadowym daszkiem podpartym dwoma słupami. Budowlę nakrywa dach jednokalenicowy, pokryty gontem, na dachu, w części frontowej, jest umieszczona ośmiokątna wieżyczka na sygnaturkę. Zwieńcza ją blaszany dach hełmowy z latarnią. Wnętrze nakryte jest płaskim stropem belkowym. Chór muzyczny jest podparty czterema słupami, posiada prostą linię parapetu, na chórze znajduje się prospekt organowy 8 głosowy wykonany przez Franza Riederera. Ołtarz główny w stylu barokowym (pochodzi z kościoła w dominikanów w Chełmnie) został wykonany w 1730 roku. Dwa ołtarze boczne pochodzą z końca XIX wieku. Ambona w stylu neobarokowym powstała w połowie XIX wieku. Chrzcielnica w stylu późnobarokowym pochodzi z końca XVIII wieku. Stacje drogi krzyżowej zostały wykonane w 1928 roku.